# Charles Duveyrier
Charles Duveyrier (Parigi, 12 aprile 1803 – Parigi, 10 novembre 1866) è stato un drammaturgo, librettista e filosofo francese, noto per essere stato l'ideologo del sansimonismo.

## Biografia
Figlio di Honoré-Nicolas-Marie Duveyrier e fratellastro di Anne-Honoré-Joseph Duveyrier, detto Mélesville. Charles Duveyrier collaborò più volte con il fratellastro, ma è più noto come uno dei seguaci e propagatori delle dottrine sansimoniache. 
Oltre alle pubblicazioni relative a quella scuola di pensiero, Duveyrier pubblicò diversi testi tra cui l'Avenir et les Bonaparte (1864, in-8).
In collaborazione con Eugène Scribe, Duveyrier scrisse il libretto per I vespri siciliani di Giuseppe Verdi dal loro lavoro Le duc d'Albe, che fu scritto nel 1838 e offerto a Halévy e Donizetti prima che Verdi accettasse di metterlo in musica nel 1854.
Duveyrier era il padre del viaggiatore e geografo sansimoniano Henri Duveyrier.